# Boulevard Jules-Sandeau
Le boulevard Jules-Sandeau est une voie du 16e arrondissement de Paris, en France.

## Situation et accès
Le boulevard Jules-Sandeau est une voie publique situé dans le 16e arrondissement de Paris. Il débute au 2, rue Octave-Feuillet et se termine au 5, place Tattegrain, au croisement avec l'avenue Henri-Martin.
La gare de l'avenue Henri Martin de la ligne C du RER se situe à son extrémité nord, le site est également desservi par la ligne 9 du métro, station La Muette.

## Origine du nom

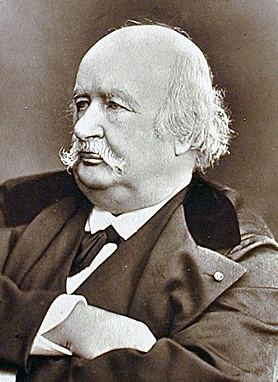
Jules Sandeau, vers 1880.

Cette voie porte le nom du littérateur Jules Sandeau (1811-1883).

## Historique

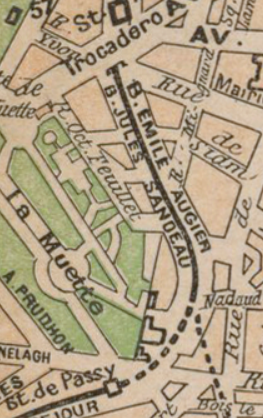
Plan figurant le boulevard, en 1900. À l'ouest, château de la Muette.

La voie est ouverte en 1893 à l'emplacement de l'ancien jardin fleuriste de la Muette de la Ville de Paris. Elle prend sa dénomination actuelle en 1894,.
À l'origine, le boulevard est une voie latérale du chemin de fer d'Auteuil, aménagé au milieu du XIXe siècle et désaffecté depuis 1985. De l'autre côté de la tranchée occupée par la friche de l'ancienne ligne de Petite Ceinture, son pendant est le boulevard Émile-Augier. La partie sud de l'ancienne ligne de chemin de fer est à l'air libre ; la partie nord, après l'intersection avec la rue Édouard-Fournier et la rue Edmond-About, est couverte par une dalle faisant office de terre-plein et qui accueille un parking.

## Bâtiments remarquables et lieux de mémoire
- Angle rue Octave-Feuillet (entrée au 2, rue Octave-Feuillet) :  immeuble achevé en 1953 par l’architecte José Imbert (1895-1986) ; il compte, à l’origine, 27 appartements et 3 ascenseurs ; les appartements de six pièces sont dans l’angle formé par le boulevard et la rue Octave-Feuillet, les quatre-pièces donnent sur le boulevard et les trois-pièces sur la rue Octave-Feuillet ; les 8e et 9e étages possèdent balcons et terrasses[4].
- No 11 bis : immeuble construit en 1909 par l'architecte Albert Sélonier, signé en façade.
- No 15 bis : le compositeur Maurice Fouret habite dans cet immeuble entre 1949 et 1962. Une plaque commémorative lui rend hommage. L'écrivain Jérôme Doucet a habité ce même immeuble, à la fin de sa vie, jusqu'à sa mort en 1957.
- No 29 : le prince Nicolas de Grèce (1872-1938), fils du roi Georges Ier, a vécu en famille à cette adresse dans les années 1930[5].

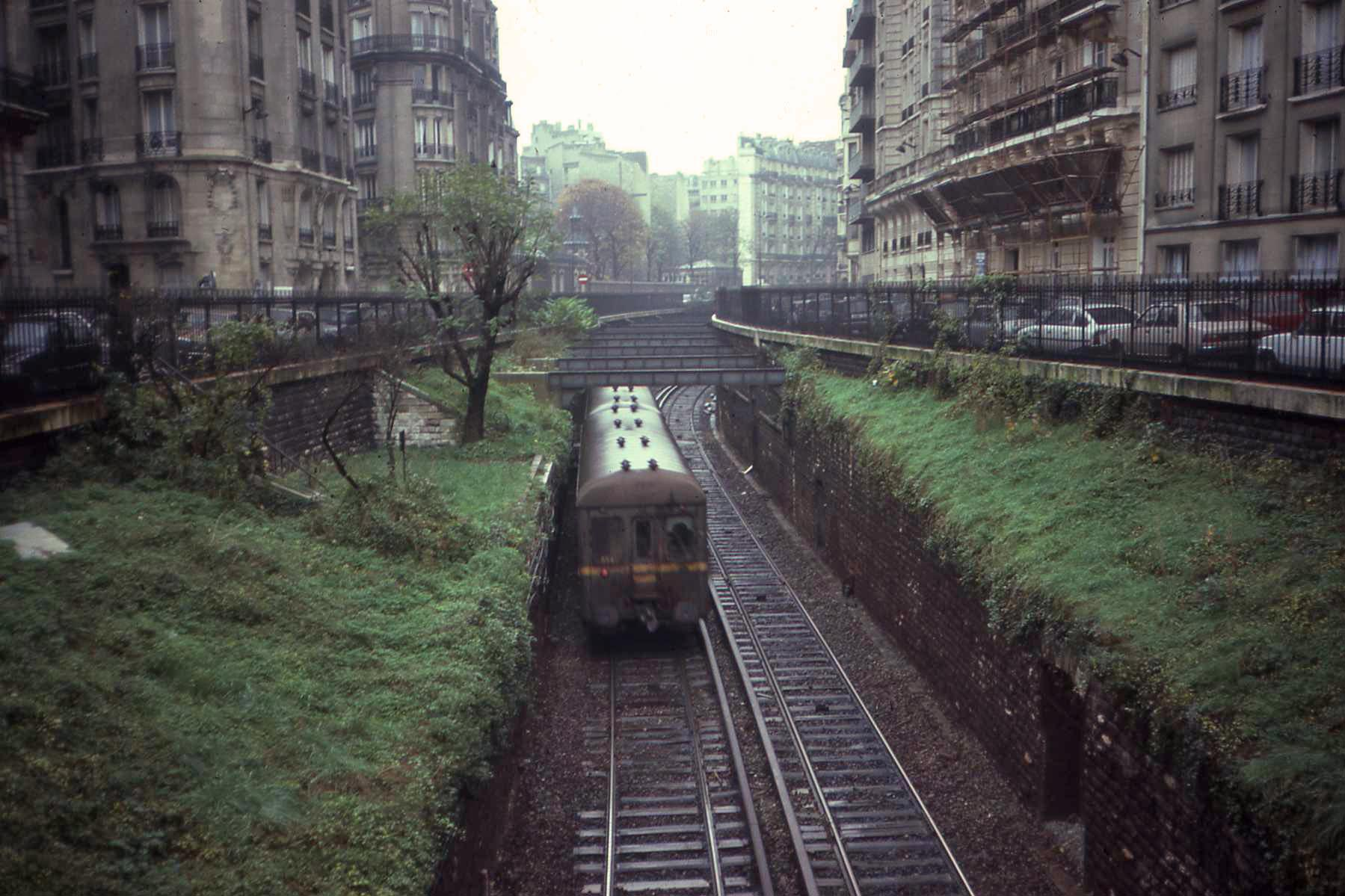
Tranchée ferroviaire en 1984, entre les deux boulevards.
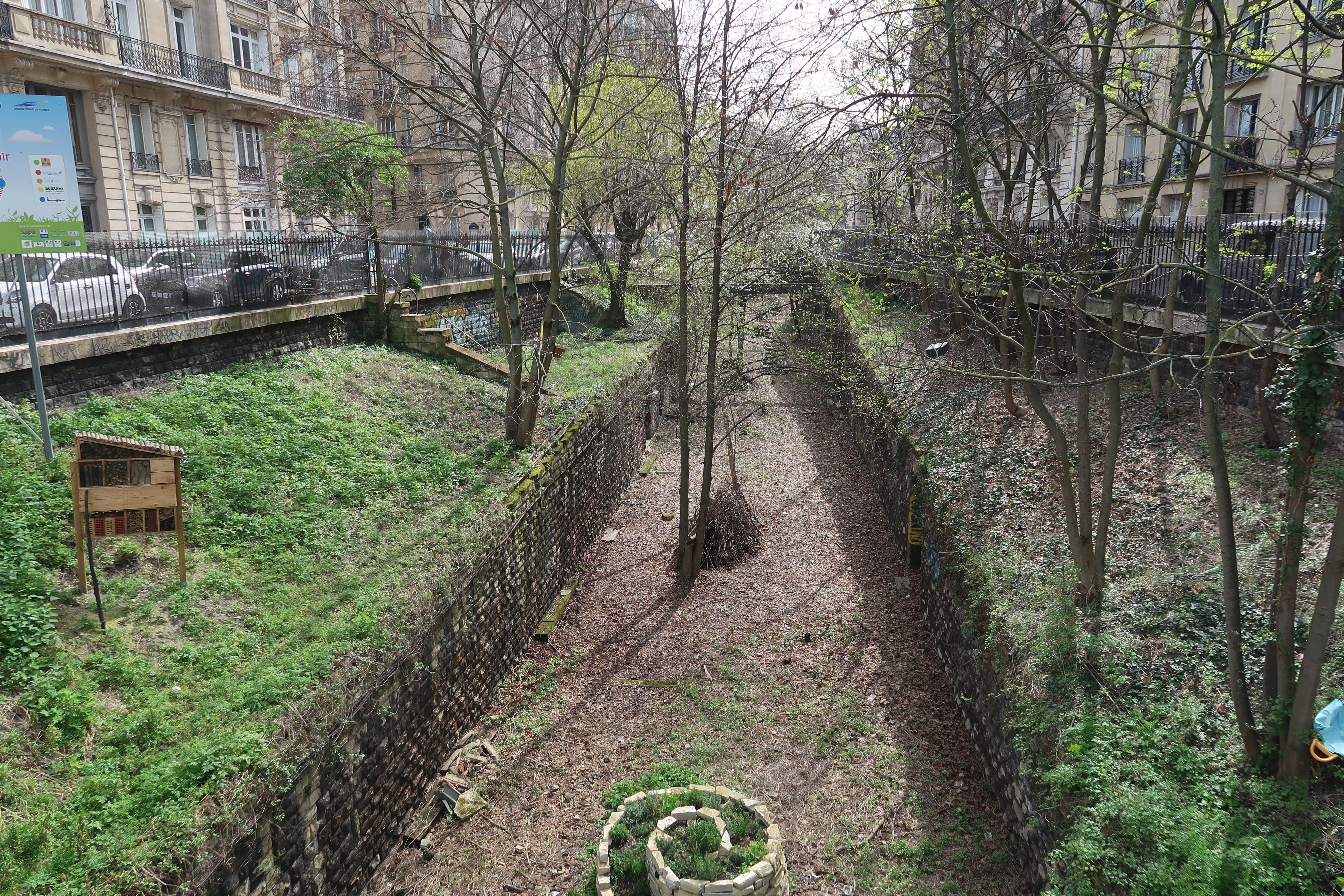
La même tranchée de nos jours, devenue une friche.
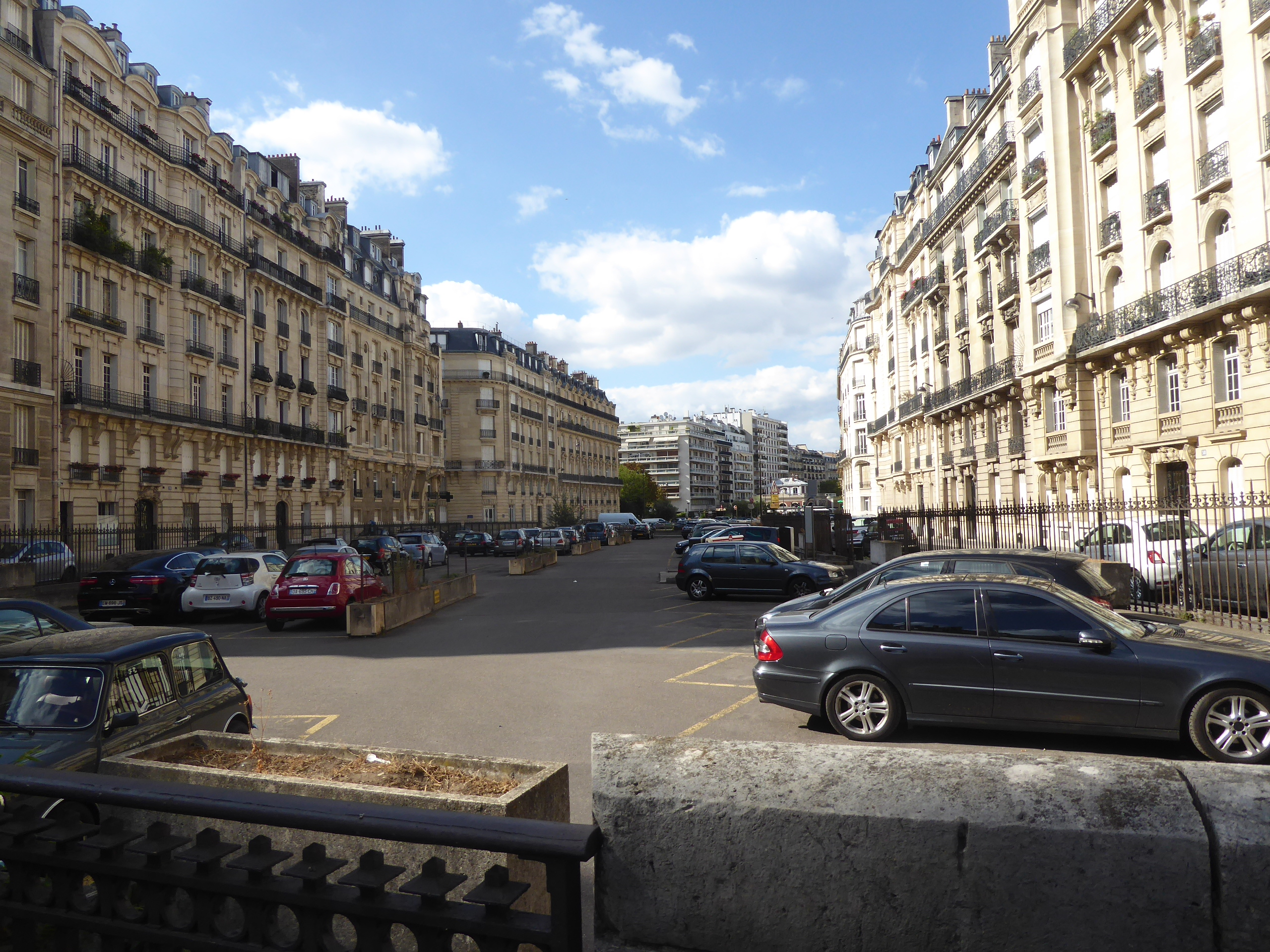
Terre-plein central, au nord.
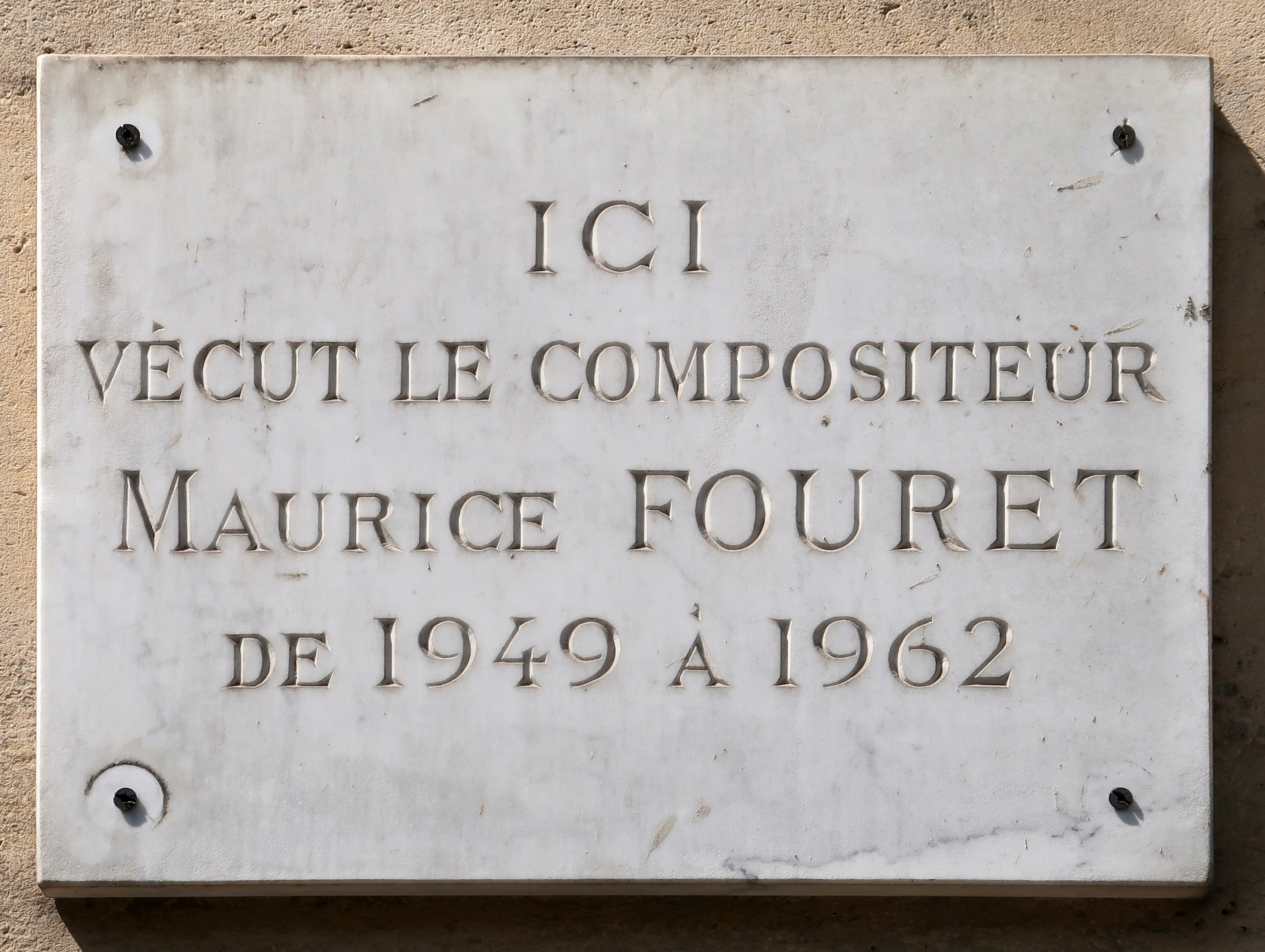
Plaque en mémoire de Maurice Fouret.

### Bâtiment détruit
- No 7 : hôtel particulier du couturier Christian Dior, construit en 1904[6], acheté en 1950[7], dont il existe quelques photos des intérieurs[8]. Le 25 octobre 1957, le lendemain de sa mort survenue en Italie, c’est à cette adresse que son corps est rapatrié, le vestibule étant alors transformé en chapelle ardente[9].